# Klatki na sekundę
Klatki na sekundę, środowiskowe klatkaż (skrót kl./s; często fps lub FPS, od ang. frames per second) – liczba kadrów wyświetlanych w ciągu sekundy, czyli częstotliwość z jaką statyczne obrazy pojawiają się na ekranie. Jest to miara płynności wyświetlania ruchomych obrazów.
Mała liczba klatek wyświetlanych w ciągu sekundy powoduje u widza wrażenie „klatkowania” (pokazu slajdów), natomiast wysoka zwiększa płynność wyświetlania. Dzięki przenikaniu się kolejnych klatek nagranego filmu takie wrażenie ma miejsce już przy około 15 klatkach na sekundę.

## Rzeczywiste zastosowania
W telewizji wartość ta jest stała i zależy od sposobu nadawania: dla systemów PAL i SECAM jest to 25 klatek na sekundę, natomiast w NTSC 29,97. Standardowa szybkość przesuwu dla filmu wyświetlanego w kinach wynosi 24 klatki na sekundę. W epoce kina niemego było to 16 kl./s. Pierwszym filmem wyświetlanym w kinach z częstotliwością 48 kl./s – w celu zwiększenia jakości i płynności obrazu – był Hobbit: Niezwykła podróż.
W filmach odtwarzanych na komputerze częstotliwość wyświetlania jest również stała i zależy od sposobu kodowania – jednak w grach komputerowych i innych systemach generowania grafiki w czasie rzeczywistym współczynnik ten jest zmienny i zależy od stopnia komplikacji sceny oraz od wydajności sprzętu.
W niektórych odtwarzaczach wideo oraz grach istnieje możliwość wyświetlenia liczby klatek generowanych w ciągu sekundy. Można też do tego celu stosować osobny program, między innymi Action!, Fraps, Gregion.